# Jankowice (Kuźnia Raciborska)

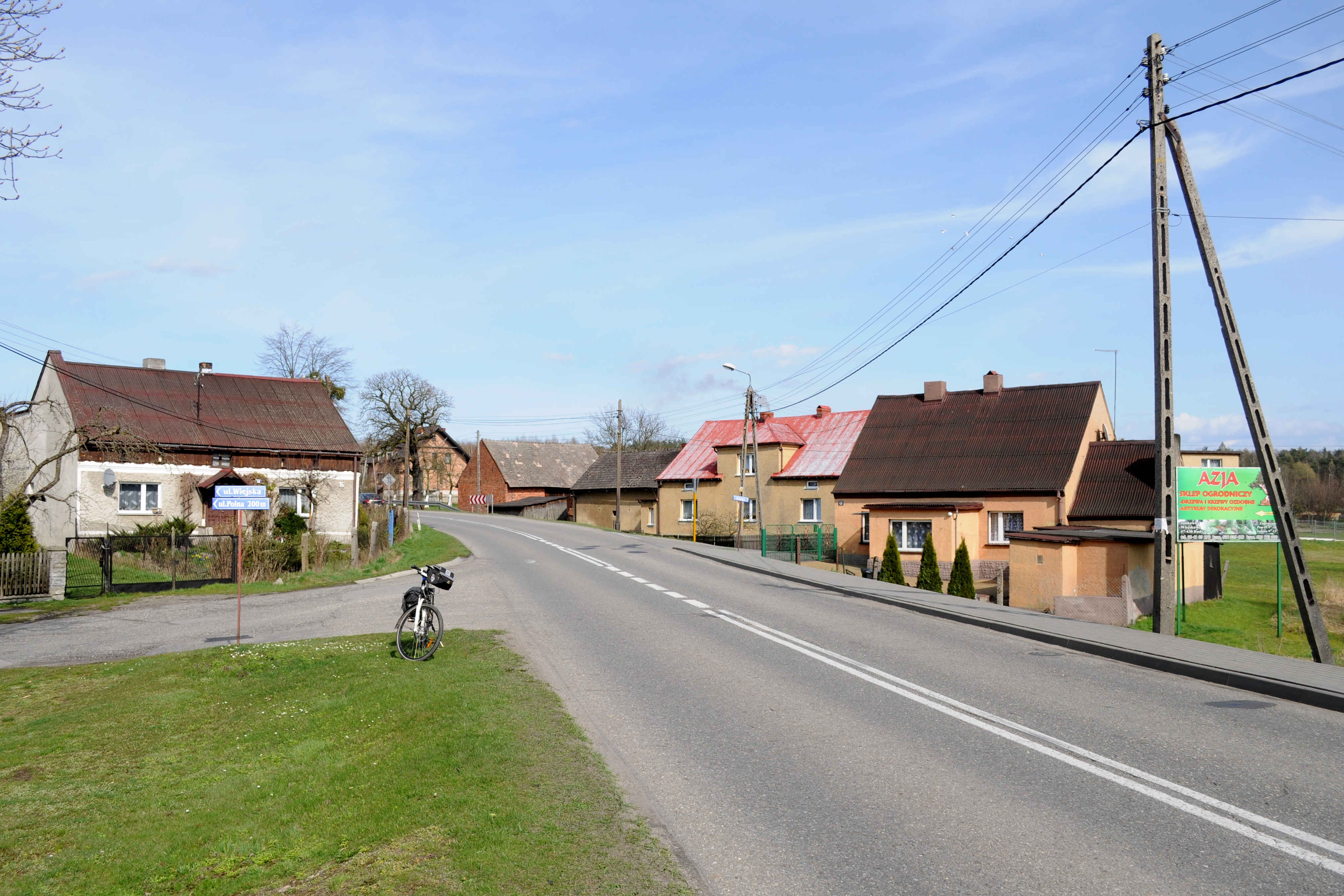
Hauptstraße Jankowice

Jankowice, bis 2005 Jankowice Rudzkie (deutsch Jankowitz-Rauden, 1936–1945 Rodenbach) ist ein Dorf in der Gmina  Kuźnia Raciborska   im Powiat Raciborski der polnischen Woiwodschaft Schlesien.

## Geographische Lage
Jankowitz-Rauden ist ein kleines Dorf bei der Straße von Groß Rauden nach Ratibor. Es ist von allen Seiten mit Wald umgeben. Das Dorf liegt mitten in einen Landschaftsschutzpark Park Krajobrazowy Cysterskie Kompozycje Krajobrazowe Rud Wielkich. Durch das Dorf führt die Woiwodschaftsstraße  DW 919.

## Geschichte
Das älteste Dokument, das den Namen des Dorfes erwähnt, ist ein Diplom des Breslauer Bischofs Thomas I aus dem Jahre 1264. An diesen Ort haben sich Leute gesiedelt, die im Wald tätig waren. Sie haben Saatgut der Nadelbäume gesammelt und die Erde angebaut dort, wo der Wald gerodet wurde. Ende des 19. Jahrhunderts wohnten hier 330 Personen in 67 Häusern. Im Dorf gab es damals eine Försterei, Rothenburg (Krasiejów). 1910 zählte das Dorf 351 Einwohner und das Landsgut 9 Einwohner. Während der Volksabstimmung in Oberschlesien wurden 130 Stimmen für Deutschland gegeben und 90 für Polen. Deswegen ist das Dorf im Deutschen Reich geblieben.
In den Jahren 1975–1998 war das Dorf Teil der ehemaligen Woiwodschaft Kattowitz.